# Oscar Engelstad
Oscar Aleksander Engelstad (født 2. november 1882 i Oslo, død 17. juli 1972 smst) var en norsk gymnast, som deltog i OL 1912 i Stockholm.
Ved OL 1912 i Stockholm var han med på det norske hold i gymnastik efter svensk system. Svenskerne vandt guld efter at have opnået 937,46 point, mens Danmark blev toer med 898,84 point, og nordmændene vandt bronze med 857,21 point. Kun disse tre hold deltog i konkurrencen.